# Oura (Portugal)
Oura ist eine Gemeinde (Freguesia) im portugiesischen Kreis Chaves. In ihr leben 515 Einwohner (Stand 19. April 2021).